# فيض (علم نفس)
الفيض أو الإغراق أو الغمر (بالإنجليزية: flooding)‏ هو شكل من أشكال العلاج السلوكي مستند على مبادئ الإشراط الكلاسيكي، ويشار إليه أحيانا باسم العلاج بالتعرض أو العلاج بالتعرض المطول.
كتقنية مستخدمة في العلاج النفسي، فإن الفيض يستخدم لعلاج الرهاب والقلق والاضطرابات بما في ذلك اضطراب ما بعد الصدمة، ويعمل من خلال تعريض المريض لذكرياته المؤلمة، وذلك بهدف إعادة إدماج مشاعره المكبوتة مع وعيه الحالي، وقد تم اخترعه من قبل الطبيب النفسي توماس ستامفي (Thomas Stampfl) عام 1967، ولا يزال يستخدم في العلاج السلوكي لليوم.
الفيض هو طريقة علاج نفسي للتغلب على المخاوف المرضية (الرهاب)، وهذه الطريقة أسرع (بعد أقل كفاءة وأكثر صدمة) للتخلص من المخاوف مقارنة بازالة الحساسية المنهجية.
من أجل إظهار عدم عقلانية الخوف، فإن الطبيب النفساني يضع الشخص في الحالة التي يواجه فيها رهابه في أسوأ حالاته، وتحت ظروف خاضعة للرقابة وباستخدام تقنيات استرخاء، يحاول هذا المريض أن يحل الاسترخاء محل الخوف. ويمكن للتجربة في كثير من الأحيان أن تكون صادمة للشخص، ولكن قد تكون ضرورية إذا كان الرهاب يسبب لهم اضطرابات معضلة في الحياة، وتكمن ميزة الفيض في أنه سريع وعادة ما يكون فعال، إلا أنه ومع ذلك فإن هناك احتمال تتكرر الخوف بشكل تلقائي، ويمكن جعل هذا الاحتمال أقل بازالة الحساسية المنهجية، والتي هي شكل آخر من إجراءات الاشراط كلاسيكي للقضاء على الرهاب.

## كيف يعمل الفيض
«الفيض» هو نوع من العلاج الفعال للرهاب من بين الاضطرابات النفسية الأخرى، ويعمل معتمدا على مبادئ الإشراط الكلاسيكي حيث يغير المريض سلوكياته لتجنب المحفزات السلبية، وفقا لبافلوف، فإن الناس يتعلمون من خلال الترابطات الذهنية، ولذا فإذا كان أحد لديه رهاب، فإن ذلك بسبب الربط الذهني بين الإثارة المخيفة وبين النتائج السلبية.
يستخدم «الفيض» تقنية معتمدة على إشراط بافلوف الكلاسيكي الذي يستخدم التعرض، وهناك أشكال مختلفة من التعرض، مثل التعرض التخيلي، وتعرض الواقع الافتراضي، والتعرض الحي، وفي حين أن إزالة الحساسية المنهجية قد تستخدم كل هذه الأنواع، إلا أن الفيض يستخدم التعرض الحي، أي التعرض الفعلي للحافز المخيف، حيث يواجه المريض الموقف الذي يحتوي على الحافز الذي "أثار الخوف في الصدمة الأولي، ويكون دور المعالج في هذه الحال تقديم مساعدات قليلة جدا مقتصرة علي مساعدة المريض على استخدام تقنيات الاسترخاء من أجل تهدئة نفسه، وتقنيات الاسترخاء مثل استرخاء العضلات التدريجي شائعة في مثل هذه الأنواع من إجراءات التكييف الكلاسيكية، ولأن الأدرينالين وورد فعل الخوف لديه مهلة زمنية محدودة، فإن الشخص نظريا سوف يهدأ في نهاية المطاف، ويدرك أن الخوف من ليس له ما يبرره، ويمكن أن يتم الفيض من خلال استخدام الواقع الافتراضي وهو فعال إلى حد ما.
نفذ الطبيب النفسي جوزيف وولب (Joseph Wolpe) التجربة التي أوضحت تأثير الفيض، حيث أخذ فتاة كانت خائفة من السيارات، ودفعها نحوها لساعات، في البداية كانت الفتاة هستيرية لكنها هدأت في نهاية المطاف عندما أدركت أن وضعها كان آمنا، ومنذ ذلك الحين ربطت ذهنيا الشعور بالسهولة واليسر مع السيارات.[بحاجة لمصدر] كما استخدمت عالمة النفس اليثا سولتير (Aletha Solter) الفيض بنجاح مع رضيع يبلغ من العمر 5 أشهر والذي ظهر عليه أعراض اضطراب ما بعد الصدمة عقب جراحة أجريت له.
علاج الفيض ليس علاجا لكل فرد، وسوف يناقش المعالج مع المريض مستويات القلق الذي هو على استعداد لتحملها أثناء الجلسات، وقد يكون من الصحيح أيضا أن التعرض ليس لكل معالج ويبدو أن المعالجين يخجلون من استخدام هذه التقنية.